# انتخابات الرئاسة الكرواتية 1997
انتخابات الرئاسة الكرواتية 1997 هي الانتخابات الرئاسية التي جرت في 15 يونيو 1997، في كرواتيا، لانتخاب رئيس كرواتيا، فاز بالانتخابات فرانيو تودجمان.